# Xiao Hong

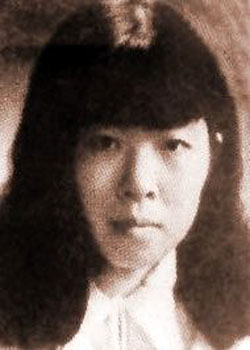
Xiao Hong

Xiao Hong (萧红, Xiāo Hóng, auch Hsiao Hung, * 2. Juni 1911 in Hulan; † 22. Januar 1942 in Hongkong) war eine chinesische Schriftstellerin, Autorin von Romanen und Kurzgeschichten sowie Dichterin. Sie lebte während des chinesischen Bürgerkrieges und der japanischen Besetzung Chinas. Obwohl ihre Schriftstellerkarriere äußerst kurz war, hatte ihr Werk einen hohen Einfluss auf spätere Schriftstellergenerationen in China.

## Leben und Schaffen
Xiao Hong wurde im damaligen Kreis Hulan (heute Stadtbezirk von Harbin) der Provinz Heilongjiang unter dem Namen Zhāng Nǎiyíng (张乃莹) geboren. Ihr Elternhaus war traditionell, feudal ausgerichtet und besaß ein großes Stück Land. Mädchen hatten in der Familie wenig Wert. Ihre Mutter starb bereits, als Xiao Hong noch ein kleines Kind war. Im Jahr 1926 begann sie, eine Mädchenschule in der Provinzhauptstadt Harbin zu besuchen, wo sie in Kontakt mit den Werken von Lu Xun, Xie Bingxin und Upton Sinclair kam.
Nachdem ihr Vater eine Heirat für sie arrangiert hatte, floh Xiao Hong nach Peking. Im Jahr 1932 kam sie nach Harbin zurück und lernte dort den jungen Schriftsteller Xiao Jun (萧军) kennen. Ihre ersten Werke publizierten sie in den Zeitungen Harbins, und im Jahr 1933 gaben sie auf eigene Kosten Bashe, ihr erstes Buch heraus, welches eine Sammlung von Kurzgeschichten enthielt.
Im Jahr 1934 verließen die beiden Harbin, das von den Japanern okkupiert worden war, und gingen über Qingdao nach Shanghai. Dort kamen sie in die revolutionäre Literaturszene und freundeten sich mit dem bedeutenden Schriftsteller Lu Xun an. Mit Lu Xuns Hilfe veröffentlichte Xiao Hong 1935 das Buch Der Ort des Lebens und des Sterbens. Es enthielt ein Vorwort von Lu Xun und war das erste Buch, das Xiao Hong unter ihrem Pseudonym veröffentlichte. Gleichzeitig war es das Buch, mit dem sie ihren literarischen Durchbruch erzielte. Es handelte sich dabei um eines der ersten literarischen Werke, welches das Leben der Menschen in den japanisch besetzten Gebieten behandelte.
Es folgten eine Reihe von Kurzgeschichten, bis sie 1936 aus gesundheitlichen Gründen nach Japan ging. Nach Ausbruch des Chinesisch-Japanischen Krieges 1937 kam sie nach China zurück, befand sich aber meist auf der Flucht vor den japanischen Truppen. Im Jahr 1940 zog sie mit Duanmu Honglian nach Hongkong. Obwohl sie bereits wusste, dass sie krank war, begann sie mit der Arbeit an einer Trilogie. Im Jahr 1942 wurde ihr zweites berühmtes Buch, Geschichten vom Hulanfluß veröffentlicht, welches das Leben der Menschen in ihrer Heimat Hulan, ihre feudalen Traditionen, Riten und Feste beschreibt und auch die grausamen Seiten nicht verschweigt. Sie starb im Jahr 1942, kurz nachdem Hongkong durch die Japaner erobert worden war.

## Werke
- 跋涉 (Bashe), 1933 (mit Xiao Jun)
- 生死场 (Sheng si chang), 1935 – Der Ort des Lebens und des Sterbens
- 会议鲁迅先生 (Huiyi Lu Xun Xiansheng), 1940
- 马伯乐 (Ma Bole), 1940
- 呼兰河传 (Hulanhe zhuan), 1942 – Geschichten vom Hulanfluß, deutsch von Ruth Keen, Insel Verlag 1990, 2009, 2023
- Selected stories of Xiao Hong, translated by Howard Goldblatt. Beijing: Chinese Literature, 1982